# 小鶴新田站
小鶴新田站（日语：／ Kozurushinden eki */?）是位於宮城縣仙台市宮城野區新田東，屬於東日本旅客鐵道（JR東日本）的仙石線車站。

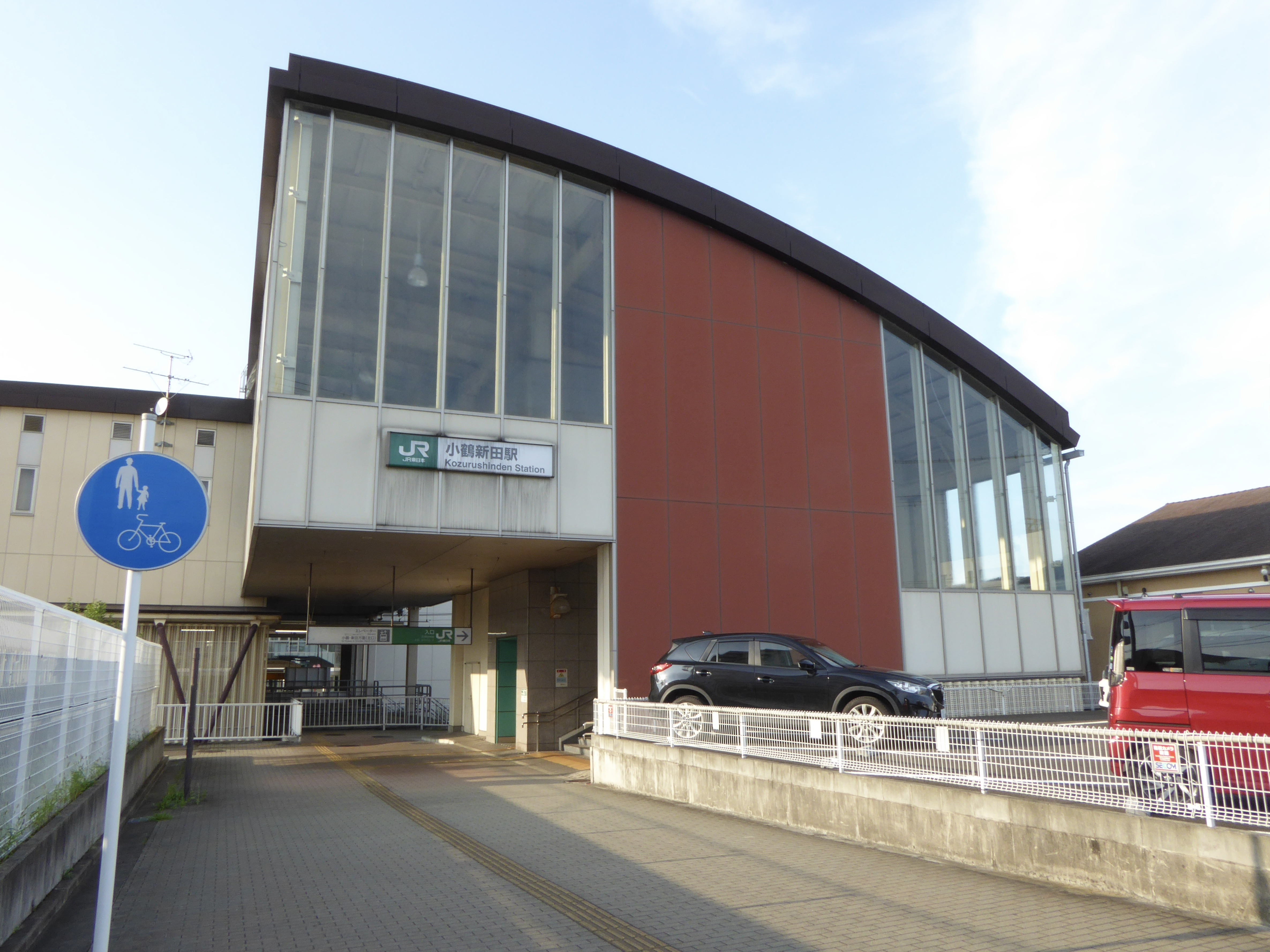
南口（2022年8月）

## 歷史
- 2003年（平成15年）2月17日：開始動工建設車站[2]。
- 2004年（平成16年）3月13日：車站啟用[1]。
- 2005年（平成17年）3月：引入發車鈴。
- 2011年（平成23年）
  - 3月11日：發生東日本大震災使車站暫停營業。
  - 4月：青葉通至此站重開。

## 車站構造

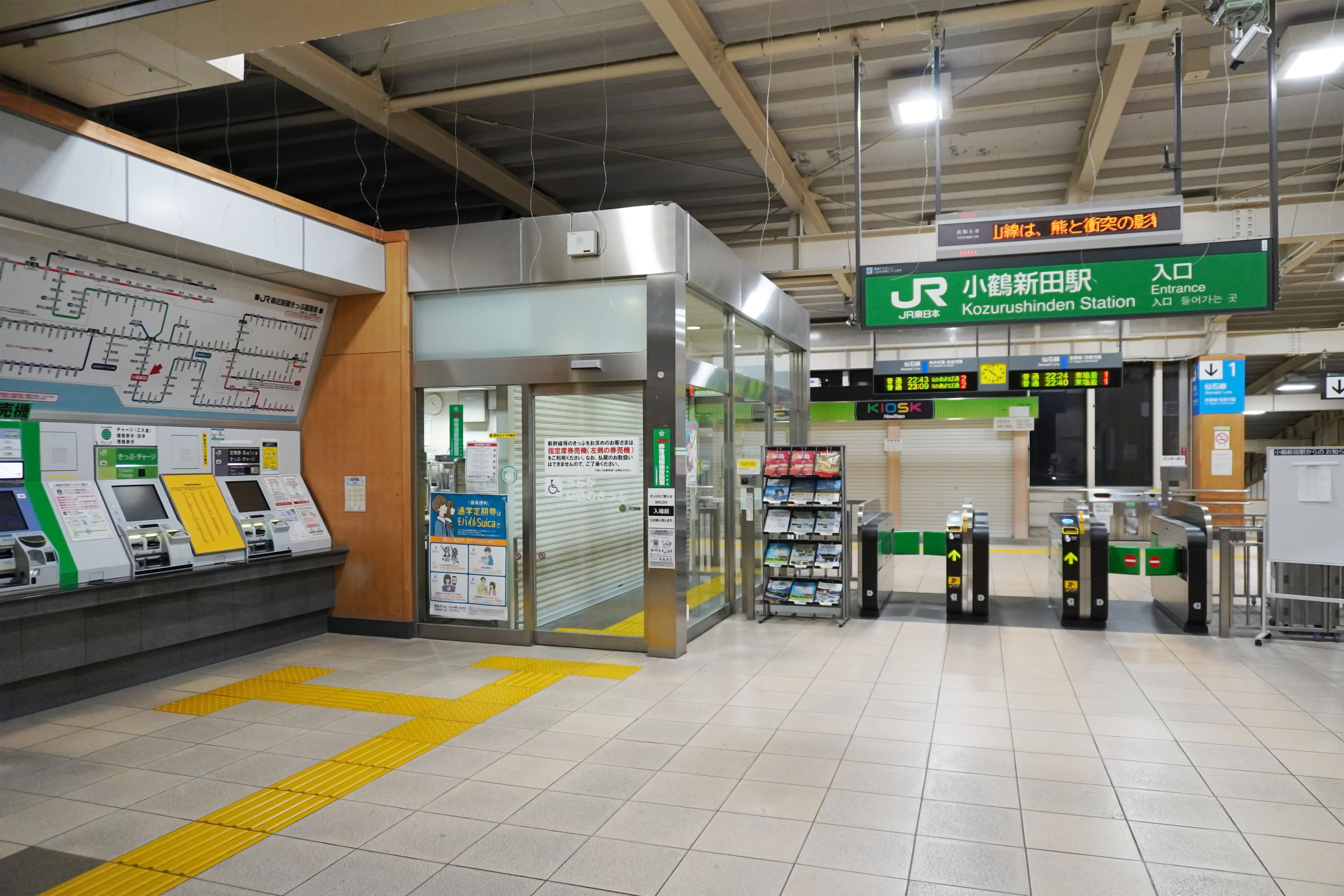
驗票閘口（2023年8月）

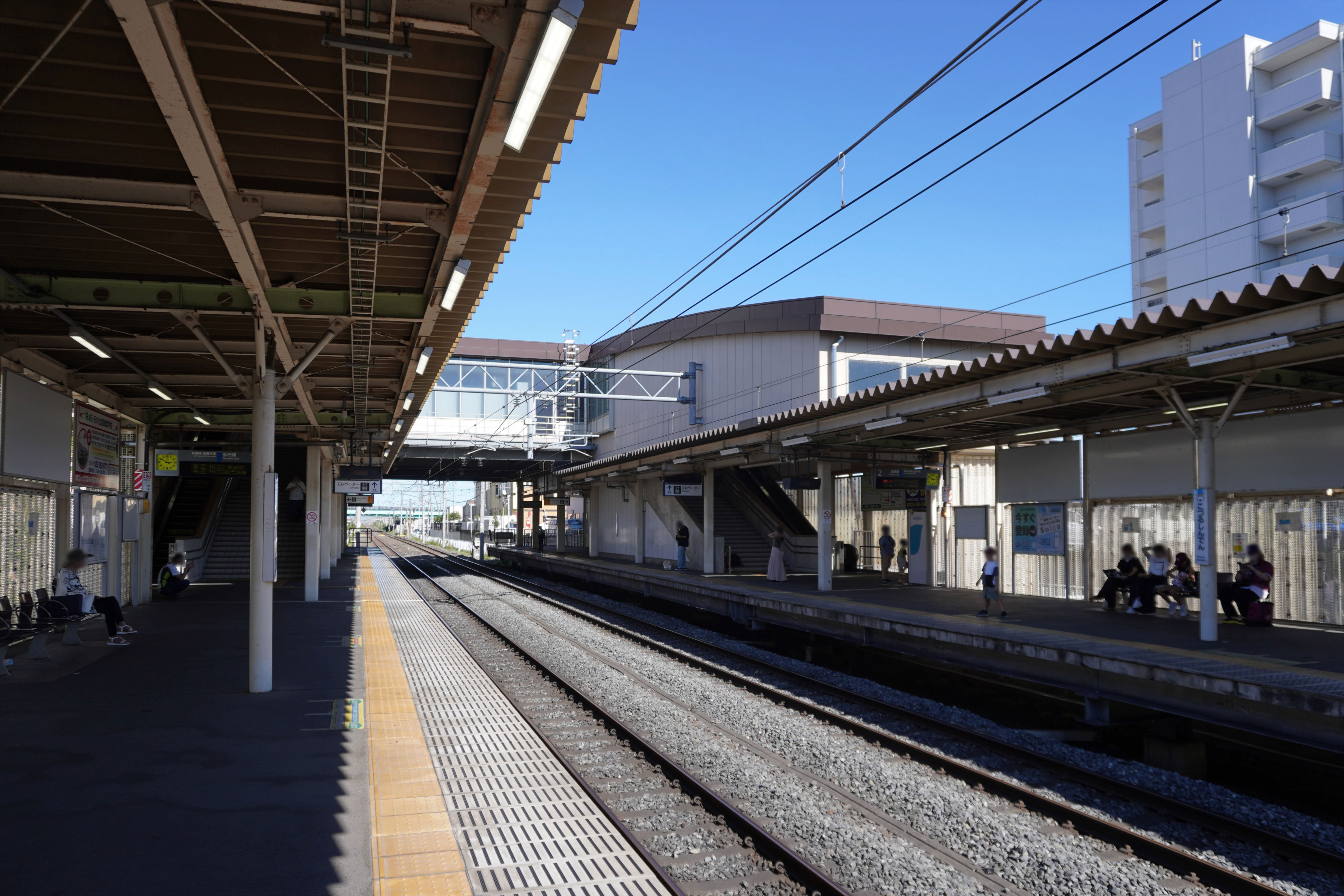
月台（2023年8月）

此站是地面車站，設有2面2線的相對式月台。此站設有由鋼架建造的2層高跨站式站房，也設有自由通道。
此站是由仙台地區中心管理的業務委託車站，並委托JR東日本東北綜合服務負責車站業務。當初車站整日只有一人當值，日間設有一小段休息時間。現時增加職員當值，使沒有中途休息時間。從首班車至6時30分之間沒有檢票業務。此站在JR特定都區市內制度內為「仙台市內」的車站。
站內設有綠色窗口（營業時間：早上6時30分～晚上9時00分）、自動售票機（3台）、自動閘機、自動補票機（1台）。此站可使用Suica。有人檢票處與售票處位於同一位置。驗票閘口內設有Kiosk。

### 月台
| 月台 | 路線    | 上下行 | 方向             |
| ---- | ------- | ------ | ---------------- |
| 1    | ■仙石線 | 下り   | 多賀城、石卷方向 |
| 2    | ■仙石線 | 上行   | 仙台、青葉通方向 |

參考

## 使用狀況
根據「JR東日本」，2019年度（令和元年度）1日平均乘車人次為6,229人。
| 乘車人次變化       | 乘車人次變化     | 乘車人次變化    |
| 年度               | 1日平均 乘車人次 | 參考資料        |
| ------------------ | ---------------- | --------------- |
| 2003年（平成15年） | 1,105            | [ 利用客数 2 ]  |
| 2004年（平成16年） | 1,565            | [ 利用客数 3 ]  |
| 2005年（平成17年） | 3,429            | [ 利用客数 4 ]  |
| 2006年（平成18年） | 4,046            | [ 利用客数 5 ]  |
| 2007年（平成19年） | 4,698            | [ 利用客数 6 ]  |
| 2008年（平成20年） | 5,279            | [ 利用客数 7 ]  |
| 2009年（平成21年） | 5,367            | [ 利用客数 8 ]  |
| 2010年（平成22年） | 5,310            | [ 利用客数 9 ]  |
| 2011年（平成23年） | 沒有發表         |                 |
| 2012年（平成24年） | 5,380            | [ 利用客数 10 ] |
| 2013年（平成25年） | 5,643            | [ 利用客数 11 ] |
| 2014年（平成26年） | 5,772            | [ 利用客数 12 ] |
| 2015年（平成27年） | 5,998            | [ 利用客数 13 ] |
| 2016年（平成28年） | 6,144            | [ 利用客数 14 ] |
| 2017年（平成29年） | 6,242            | [ 利用客数 15 ] |
| 2018年（平成30年） | 6,286            | [ 利用客数 16 ] |
| 2019年（令和元年） | 6,229            | [ 利用客数 1 ]  |

1日平均乘車人次圖表（單位：人/日）

## 車站周邊
車站位於梅田川北邊。車站附近為大樓住宅區。原本車站附近為大型稻田地帶，在1990年代起進行土地重整項目。在2003年（平成15年）起，開始建設住宅（公寓大廈）。從車站所在的地名為小鶴。在進行土地重整項目後，地名改名為新田東。此站靠近仙台一方約800米處，設有在舊宮城電氣鐵道時代的「新田站）」。車站在1943年（昭和18年）廢止。
小鶴這個地名歷史悠久，在平安時代三十六歌仙的一人源重之中歌曲出現了該名字。在戰國時代，曾經設有小鶴城。而新田這個地名，來自仙台藩二代藩主伊達忠宗在該處開拓土地時，稱該處為新田町而成。在車站啟用時的暫名是取自土地重整項目名稱「新田東站」。後來正式名稱為「小鶴新田站」。
梅田川北邊
- 東北學院中學·高等學校（日语：東北学院中学校・高等学校） - 步行15分鐘 1.2公里
- 仙台市立新田小學 - 步行15分鐘　1.1公里
- 仙台市新田東綜合運動場（日语：仙台市新田東総合運動場）（元氣場仙台） - 步行5分鐘
  - 仙台市民球場（日语：仙台市民球場）
  - 仙台市宮城野體育館
- York Town（日语：ヨークベニマル）新田東 - 步行5分鐘
- 宮城生協（日语：みやぎ生活協同組合）新田東店 - 步行5分鐘
- 小鶴城址 - 步行15鐘
- 仙台新田郵局

梅田川南邊
- - 仙台銀行（日语：仙台銀行）苦竹分店
  - 宮城電視台總部 - 步行10分鐘
  - 苦竹交匯處（日语：苦竹インターチェンジ） - 國道4號、國道45號 - 步行10分鐘

## 巴士路線
- 仙台市營巴士
  - 1號乘車處：[75]經扇町四丁目東部工場團地、荒井站、[78]經田子西市營住宅陸前高砂站
  - 2號乘車處：[J230][J233]國立醫院（日语：独立行政法人国立病院機構仙台医療センター）、花京院交通局東北大學醫院前（日语：仙台市交通局木町通駐車場#交通局東北大学病院前バス停）、[X75][X230][X233]東仙台營業所（日语：仙台市交通局東仙台営業所）

## 相鄰車站
東日本旅客鐵道（JR東日本）
■仙石線
苦竹－小鶴新田－（宮城野號誌站）－福田町

## 注腳

### 使用狀況
1. 1 2  . 東日本旅客鐵道.   [2020-07-12]. （原始内容存档于2020-07-10） （日语）.
2. ↑  . 東日本旅客鐵道.   [2019-02-10]. （原始内容存档于2019-03-27） （日语）.
3. ↑  . 東日本旅客鐵道.   [2019-02-10]. （原始内容存档于2019-03-27） （日语）.
4. ↑  . 東日本旅客鐵道.   [2019-02-10]. （原始内容存档于2019-03-28） （日语）.
5. ↑  . 東日本旅客鐵道.   [2019-02-10]. （原始内容存档于2019-03-28） （日语）.
6. ↑  . 東日本旅客鐵道.   [2019-02-10]. （原始内容存档于2019-03-28） （日语）.
7. ↑  . 東日本旅客鐵道.   [2019-02-10]. （原始内容存档于2019-03-28） （日语）.
8. ↑  . 東日本旅客鐵道.   [2019-02-10]. （原始内容存档于2019-03-28） （日语）.
9. ↑  . 東日本旅客鐵道.   [2019-02-10]. （原始内容存档于2019-03-28） （日语）.
10. ↑  . 東日本旅客鐵道.   [2019-02-10]. （原始内容存档于2019-03-28） （日语）.
11. ↑  . 東日本旅客鐵道.   [2019-02-10]. （原始内容存档于2019-03-28） （日语）.
12. ↑  . 東日本旅客鐵道.   [2019-02-10]. （原始内容存档于2019-03-28） （日语）.
13. ↑  . 東日本旅客鐵道.   [2019-02-10]. （原始内容存档于2019-03-23） （日语）.
14. ↑  . 東日本旅客鐵道.   [2019-02-10]. （原始内容存档于2019-03-28） （日语）.
15. ↑  . 東日本旅客鐵道.   [2019-02-10]. （原始内容存档于2019-03-21） （日语）.
16. ↑  . 東日本旅客鐵道.   [2019-07-18]. （原始内容存档于2019-07-05） （日语）.

## 外部連結
- 車站資訊（小鶴新田）：東日本旅客鐵道（日語）